# Verkiezingen voor het Europees Parlement 2024/Kandidatenlijst/vandeRegio
De kandidatenlijst voor de Europese Parlementsverkiezingen 2024 van de lijst vandeRegio (lijstnummer 16) is na controle door de Kiesraad als volgt vastgesteld:
1. Wierda,  S.G.  (Sent),  Apeldoorn - 1.033 stemmen
2. Raven,  A.C.M. (Ton),  Geleen - 458
3. Ruyssenaars,  A.A.  (Lex),  Almere - 114
4. van Die,  B.A.S.  (Boaz),  Babberich - 133
5. Marinkov,  M.  (Milica),  Apeldoorn - 154
6. Weststrate,  M.  (Marien),  Krabbendijke - 126
7. de Rooij,  S.W.  (Steven),  Nunspeet - 61
8. de Deugd,  A.  (Astrid),  Vinkeveen - 139
9. Razza,  H.  (Hassan),  Arnhem - 84
10. Sweenen,  J.A.  (John),  Kootwijkerbroek - 48
11. Staring,  H.F.G.M.  (Harry),  Zevenaar - 109
12. Edelman-Schaaf,  Y.A.A.  (Yvonne),  Zeist - 71
13. Brantenaar,  G.J.M.  (Gerda),  Nieuwleusen - 45
14. de Nerée tot Babberich,  Y.I.M.  (Yvonne),  Babberich - 157

GROENLINKS / Partij van de Arbeid (PvdA) ·
VVD · 
CDA - Europese Volkspartij · 
Forum voor Democratie ·
D66 ·
Partij voor de Dieren ·
50PLUS ·
PVV (Partij voor de Vrijheid) ·
JA21 ·
NL PLAN EU  ·
ChristenUnie ·
Staatkundig Gereformeerde Partij (SGP) ·
BBB ·
Meer Directe Democratie ·
SP (Socialistische Partij) ·
vandeRegio ·
Volt Nederland ·
Belang Van Nederland (BVNL) ·
NSC ·
Piratenpartij - De Groenen ·